# NGC 6927
NGC 6927 (również PGC 64925) – galaktyka soczewkowata (S0), znajdująca się w gwiazdozbiorze Delfina. Odkrył ją Albert Marth 15 sierpnia 1863 roku.